# Ciclismo ai Giochi della II Olimpiade - Corsa a punti
La gara ciclistica di corsa a punti della II Olimpiade si tenne il 15 settembre 1900 al velodromo di Vincennes a Parigi, in Francia. Vi presero parte 13 concorrenti di 3 nazioni. L'evento fu vinto dall'italiano Enrico Brusoni, che vinse 5 su 10 giri, compreso l'ultimo. Il tedesco Karl Duill si piazzò secondo e il francese Louis Trousselier terzo.
Questa gara non è riconosciuta ufficiale dal CIO. Questa fu la prima apparizione della corsa a punti alle olimpiadi e si tenne di nuovo dal 1984 al 2008; la versione femminile fu disputata dal 1996 al 2008.

## Formato
La competizione era sostanzialmente simile alla moderna corsa a punti, ma con differenze significative. La gara era lunga 5 chilometri, con punti assegnati ad ogni giro ai primi tre ciclisti che tagliavano il traguardo (3 punti al primo, 2 al secondo e 1 al terzo), mentre all'ultimo giro i punti venivano triplicati (9 punti al vincitore della corsa, 6 al secondo e 3 al terzo). Il ciclista con più punti sarebbe stato il vincitore. Si teneva una gara unica, con tutti i ciclisti che partivano insieme.

## Resoconto della gara
L'evento si è tenuto il 15 settembre. Ferdinand Vasserot vinse il primo giro, ma non riuscì a guadagnare più di 1 punto nel resto del percorso. Enrico Brusoni vinse il secondo e il terzo giro, passando in testa con 6 punti, con Louis Trousselier dietro di lui in entrambi i giri per 4 punti e il secondo posto. J. Bérard è stato il vincitore del quarto giro, passando tra Brusoni e Trousselier con 5 punti. Brusoni ha vinto il quinto giro per aumentare il suo vantaggio, 9 punti contro i 5 di Bérard e i 4 di Trousselier.
Il sesto e il settimo giro sono andati a Karl Duill, portandolo a 7 punti e al secondo posto a soli 2 punti da Brusoni; Trousselier ha raccolto 2 punti al sesto giro per rimanere al terzo posto, mentre Bérard è sceso al quarto. I primi tre posti non sarebbero cambiati di nuovo dopo questo passaggio. Brusoni ha riallungato il suo vantaggio all'ottavo giro, arrivando a 12 punti contro i 7 di Duill. Al nono giro, Trousselier ha vinto con Duill dietro di lui; questo li ha portati entrambi a 9 punti, solo 3 punti dietro Brusoni.
Brusoni finì la gara con il massimo punteggio nell'ultimo giro, chiudendo a 21 punti. Né Duill né Trousselier furono in grado di andare a punti nel giro finale. Duill e Trousselier, entrambi con 9 punti, andarono allo spareggio. Il secondo posto di Chaput all'ultimo giro lo ha portato a solo un punto dietro i medagliati.

## Risultati

### Classifica finale
| Pos. | Atleta             | Punti |
| ---- | ------------------ | ----- |
| 1    | Enrico Brusoni     | 21    |
| 2    | Karl Duill         | 9     |
| 3    | Louis Trousselier  | 9     |
| 4    | Chaput             | 8     |
| 5    | J. Bérard          | 5     |
| 6    | Adolphe Cayron     | 4     |
| 6    | Coisy              | 4     |
| 6    | Ferdinand Vasserot | 4     |
| 9    | Marcel Dohis       | 2     |
| 9    | Germain            | 2     |
| 9    | Giacomo Stratta    | 2     |
| 12   | Georges Coindre    | 1     |
| 12   | Luigi Colombo      | 1     |